# Bălășești (Galați)
Pour les articles homonymes, voir Bălășești.
Bălășești est une commune du județ de Galați en Roumanie.